# Gaël Clichy
Gaël Dimitri Clichy (Tolosa, 26 luglio 1985) è un allenatore di calcio ed ex calciatore francese di origini martinicane, di ruolo difensore, vice commissario tecnico della nazionale Under-21 francese.

## Caratteristiche tecniche
Era un terzino sinistro dotato di buona velocità: possedeva un'ottima resistenza fisica e poteva giocare all'occorrenza anche sulla fascia destra.

## Carriera

### Club

#### Cannes
Esordisce professionisticamente nel Cannes, dove in 2 stagioni gioca 15 volte senza segnare.

#### Arsenal

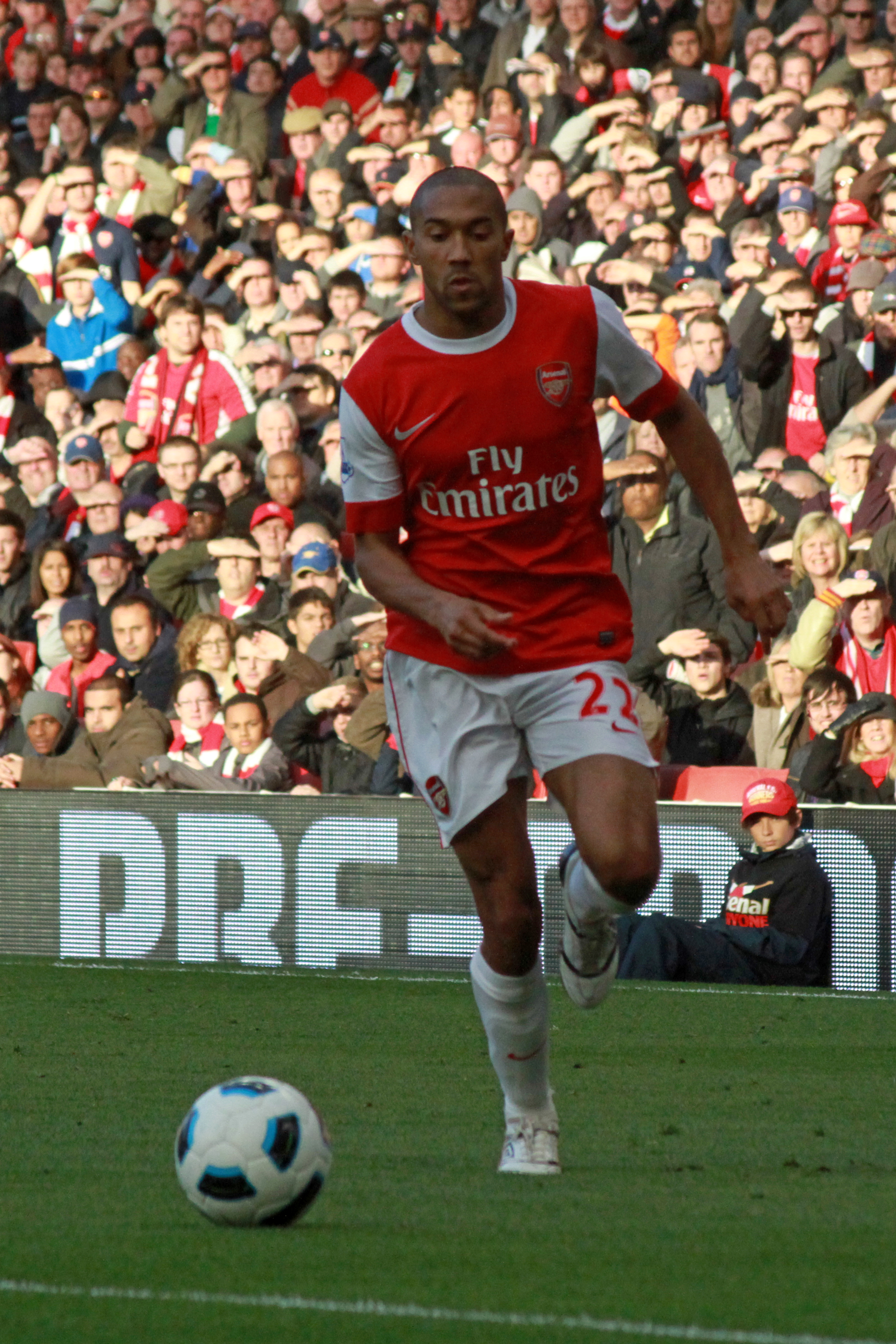
Clichy in azione con la maglia dell'Arsenal nel 2010.

A 18 anni viene prelevato dall'Arsenal, squadra di vertice della Premiership, e nella sua prima stagione a Londra totalizza 12 presenze in Premier League, stagione nella quale l'Arsenal vince il torneo, e Gaël diventa il più giovane calciatore vincitore della FA Premier League. Dopo l'infortunio ad un piede di Ashley Cole, titolare nel ruolo di Clichy, sembrava che fosse arrivato il momento della grande opportunità per Clichy, che però bizzarramente s'infortuna nello stesso modo di Ashley, lasciando vuoto il posto di terzino sinistro. Torna in campo nella semifinale di Champions League contro il Villarreal il 25 aprile 2006.

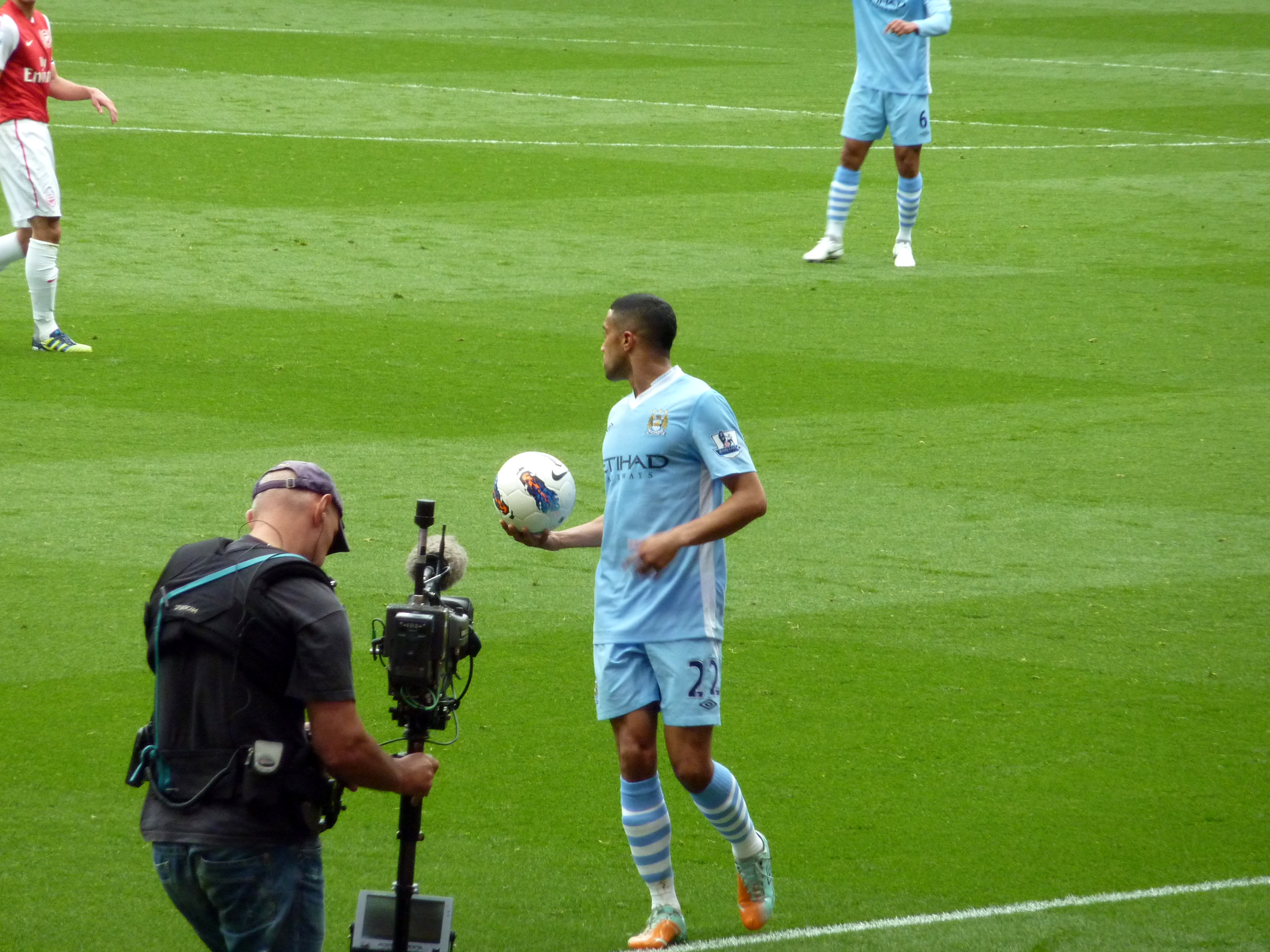
Clichy durante una rimessa laterale con la maglia del Manchester City nel 2012.

Clichy entra nel secondo tempo al posto di Mathieu Flamini, infortunatosi. Clichy ha un leggero contatto contro un avversario, ma l'arbitro dà comunque il calcio di rigore. Jens Lehmann para il rigore di Riquelme. Prima della finale, Clichy ha una ricaduta, tornando infortunato, saltando così la finale. Torna disponibile ad ottobre. Visto il passaggio di Ashley Cole al Chelsea, diventa titolare nella posizione di terzino sinistro, e nella stagione 2006-2007, fra campionato, FA Cup, coppa di lega, community shield e Champions League totalizza 40 presenze.

#### Manchester City
Dopo 8 anni con la casacca dei Gunners, viene acquistato dal Manchester City per circa 11 milioni di euro, firmando un contratto quinquennale.. Il 19 maggio 2013 rinnova fino al giugno 2017. Il 30 novembre 2014, dopo quattro stagioni, realizza la sua prima rete in maglia Citizens. Il 25 maggio 2017, con il difensore francese in scadenza di contratto, il club annuncia l'intenzione di svincolare Clichy al termine della stagione.

#### İstanbul Başakşehir

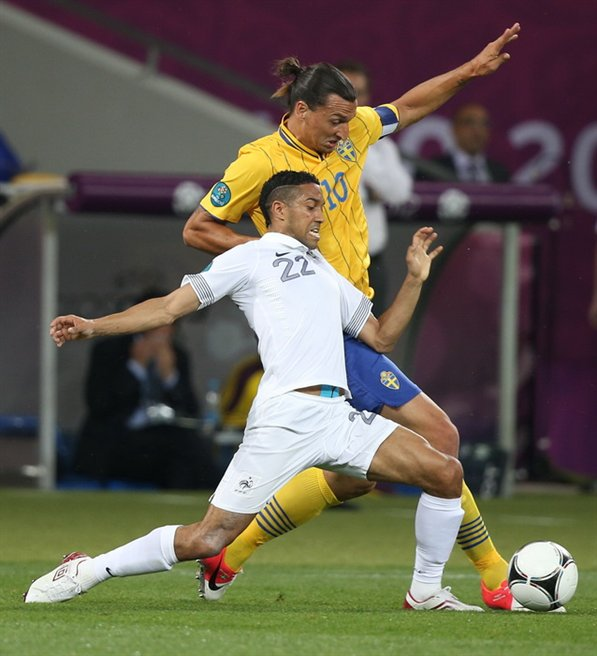
Clichy in azione con la Francia agli Europei 2012 in un duello contro Ibrahimović.

Il 6 luglio 2017 firma un contratto triennale con i turchi dell'İstanbul Başakşehir, lasciando così la Premier League dopo 14 anni.

#### Servette
Il 2 dicembre 2020 firma per gli svizzeri del Servette.
L’8 luglio 2022 rinnova il proprio contratto con il club svizzero per un altro anno.

### Nazionale
Ha giocato 13 partite per Under-21 tra il 2004 e il 2005. Nel gennaio 2008 viene convocato per la prima volta nella nazionale francese per la partita amichevole contro la Spagna, tuttavia senza essere impiegato. Il debutto ufficiale con i Bleus avviene il 10 settembre seguente nella partita valida alle qualificazioni al Mondiale 2010 contro la Serbia dove gioca da titolare tutti e 90 i minuti. Nell'estate 2010 viene convocato dal CT. Raymond Domenech per i Mondiali 2010 e nell'estate 2012 dal CT. Laurent Blanc per gli Europei 2012.

### Dopo il ritiro
Diventato allenatore in seconda di Thierry Henry sulla panchina dell’Under-21 francese dopo il ritiro, per la stagione 2024/2025 fa parte della squadra di opinionisti di Prime Video in Inghilterra per le gare di Champions League.

## Statistiche

### Presenze e reti nei club
Statistiche aggiornate al 7 novembre 2021.
| Stagione                   | Squadra                    | Campionato                 | Campionato | Campionato | Coppe nazionali | Coppe nazionali | Coppe nazionali | Coppe continentali | Coppe continentali | Coppe continentali | Altre coppe | Altre coppe | Altre coppe | Totale | Totale |
| Stagione                   | Squadra                    | Comp                       | Pres       | Reti       | Comp            | Pres            | Reti            | Comp               | Pres               | Reti               | Comp        | Pres        | Reti        | Pres   | Reti   |
| -------------------------- | -------------------------- | -------------------------- | ---------- | ---------- | --------------- | --------------- | --------------- | ------------------ | ------------------ | ------------------ | ----------- | ----------- | ----------- | ------ | ------ |
| 2001-2002                  | Cannes                     | CNA                        | 0          | 0          | -               | -               | -               | -                  | -                  | -                  | -           | -           | -           | 0      | 0      |
| 2002-2003                  | Cannes                     | CNA                        | 15         | 0          | -               | -               | -               | -                  | -                  | -                  | -           | -           | -           | 15     | 0      |
| Totale Cannes              | Totale Cannes              | Totale Cannes              | 15         | 0          |                 | -               | -               |                    | -                  | -                  |             | -           | -           | 15     | 0      |
| 2003-2004                  | Arsenal                    | PL                         | 12         | 0          | FACup+CdL       | 1+8             | 0               | UCL                | 1                  | 0                  | CS          | 0           | 0           | 22     | 0      |
| 2004-2005                  | Arsenal                    | PL                         | 15         | 0          | FACup+CdL       | 5+1             | 0               | UCL                | 2                  | 0                  | CS          | 1           | 0           | 24     | 0      |
| 2005-2006                  | Arsenal                    | PL                         | 7          | 0          | FACup+CdL       | 0+0             | 0               | UCL                | 4                  | 0                  | CS          | 0           | 0           | 11     | 0      |
| 2006-2007                  | Arsenal                    | PL                         | 27         | 0          | FACup+CdL       | 5+2             | 0               | UCL                | 6                  | 0                  | -           | -           | -           | 40     | 0      |
| 2007-2008                  | Arsenal                    | PL                         | 38         | 0          | FACup+CdL       | 1+0             | 0               | UCL                | 10                 | 0                  | -           | -           | -           | 49     | 0      |
| 2008-2009                  | Arsenal                    | PL                         | 31         | 1          | FACup+CdL       | 0+0             | 0               | UCL                | 10                 | 0                  | -           | -           | -           | 41     | 1      |
| 2009-2010                  | Arsenal                    | PL                         | 24         | 0          | FACup+CdL       | 0+0             | 0               | UCL                | 9                  | 0                  | -           | -           | -           | 33     | 0      |
| 2010-2011                  | Arsenal                    | PL                         | 33         | 0          | FACup+CdL       | 2+3             | 1+0             | UCL                | 6                  | 0                  | -           | -           | -           | 44     | 1      |
| Totale Arsenal             | Totale Arsenal             | Totale Arsenal             | 187        | 1          |                 | 28              | 1               |                    | 48                 | 0                  |             | 1           | 0           | 264    | 2      |
| 2011-2012                  | Manchester City            | PL                         | 28         | 0          | FACup+CdL       | 0+1             | 0               | UCL+UEL            | 4+3                | 0                  | CS          | 1           | 0           | 37     | 0      |
| 2012-2013                  | Manchester City            | PL                         | 28         | 0          | FACup+CdL       | 4+0             | 0               | UCL                | 4                  | 0                  | CS          | 1           | 0           | 37     | 0      |
| 2013-2014                  | Manchester City            | PL                         | 20         | 0          | FACup+CdL       | 4+3             | 0               | UCL                | 4                  | 0                  | -           | -           | -           | 31     | 0      |
| 2014-2015                  | Manchester City            | PL                         | 23         | 1          | FACup+CdL       | 1+0             | 0               | UCL                | 6                  | 0                  | CS          | 1           | 0           | 31     | 1      |
| 2015-2016                  | Manchester City            | PL                         | 14         | 0          | FACup+CdL       | 2+4             | 0               | UCL                | 8                  | 0                  | -           | -           | -           | 28     | 0      |
| 2016-2017                  | Manchester City            | PL                         | 25         | 1          | FACup+CdL       | 5+2             | 0+1             | UCL                | 7                  | 0                  | -           | -           | -           | 39     | 2      |
| Totale Manchester City     | Totale Manchester City     | Totale Manchester City     | 138        | 2          |                 | 26              | 1               |                    | 36                 | 0                  |             | 3           | 0           | 203    | 3      |
| 2017-2018                  | İstanbul Başakşehir        | SL                         | 31         | 0          | TK              | 1               | 0               | UCL+UEL            | 4+5                | 0                  | -           | -           | -           | 41     | 0      |
| 2018-2019                  | İstanbul Başakşehir        | SL                         | 25         | 1          | TK              | 0               | 0               | UEL                | 2                  | -                  | -           | -           | -           | 27     | 1      |
| 2019-2020                  | İstanbul Başakşehir        | SL                         | 31         | 2          | TK              | 2               | 0               | UCL+UEL            | 2+10               | 0                  | -           | -           | -           | 45     | 2      |
| Totale Istanbul Basaksehir | Totale Istanbul Basaksehir | Totale Istanbul Basaksehir | 87         | 3          |                 | 3               | 0               |                    | 23                 | 0                  |             | -           | -           | 113    | 3      |
| 2020-2021                  | Servette                   | SL                         | 23         | 0          | CS              | 1               | 0               | -                  | -                  | -                  | -           | -           | -           | 24     | 0      |
| 2021-2022                  | Servette                   | SL                         | 13         | 0          | CS              | -               | -               | UECL               | 2                  | 0                  | -           | -           | -           | 15     | 0      |
| Totale Servette            | Totale Servette            | Totale Servette            | 36         | 0          |                 | 1               | 0               |                    | 2                  | 0                  |             | -           | -           | 39     | 0      |
| Totale carriera            | Totale carriera            | Totale carriera            | 457        | 6          |                 | 57              | 2               |                    | 109                | 0                  |             | 4           | 0           | 627    | 8      |

### Cronologia presenze e reti in nazionale
| Cronologia completa delle presenze e delle reti in nazionale ― Francia | Cronologia completa delle presenze e delle reti in nazionale ― Francia | Cronologia completa delle presenze e delle reti in nazionale ― Francia | Cronologia completa delle presenze e delle reti in nazionale ― Francia | Cronologia completa delle presenze e delle reti in nazionale ― Francia | Cronologia completa delle presenze e delle reti in nazionale ― Francia | Cronologia completa delle presenze e delle reti in nazionale ― Francia | Cronologia completa delle presenze e delle reti in nazionale ― Francia |
| Data                                                                   | Città                                                                  | In casa                                                                | Risultato                                                              | Ospiti                                                                 | Competizione                                                           | Reti                                                                   | Note                                                                   |
| ---------------------------------------------------------------------- | ---------------------------------------------------------------------- | ---------------------------------------------------------------------- | ---------------------------------------------------------------------- | ---------------------------------------------------------------------- | ---------------------------------------------------------------------- | ---------------------------------------------------------------------- | ---------------------------------------------------------------------- |
| 10-9-2008                                                              | Saint-Denis                                                            | Francia                                                                | 2 – 1                                                                  | Serbia                                                                 | Qual. Mondiali 2010                                                    | -                                                                      |                                                                        |
| 14-10-2008                                                             | Saint-Denis                                                            | Francia                                                                | 3 – 1                                                                  | Tunisia                                                                | Amichevole                                                             | -                                                                      |                                                                        |
| 14-10-2009                                                             | Saint-Denis                                                            | Francia                                                                | 3 – 1                                                                  | Austria                                                                | Qual. Mondiali 2010                                                    | -                                                                      |                                                                        |
| 30-5-2010                                                              | Radès                                                                  | Tunisia                                                                | 1 – 1                                                                  | Francia                                                                | Amichevole                                                             | -                                                                      | 64’                                                                    |
| 22-6-2010                                                              | Bloemfontein                                                           | Francia                                                                | 1 – 2                                                                  | Sudafrica                                                              | Mondiali 2010 - 1º turno                                               | -                                                                      |                                                                        |
| 3-9-2010                                                               | Saint-Denis                                                            | Francia                                                                | 0 – 1                                                                  | Bielorussia                                                            | Qual. Euro 2012                                                        | -                                                                      |                                                                        |
| 7-9-2010                                                               | Sarajevo                                                               | Bosnia ed Erzegovina                                                   | 0 – 2                                                                  | Francia                                                                | Qual. Euro 2012                                                        | -                                                                      |                                                                        |
| 9-10-2010                                                              | Saint-Denis                                                            | Francia                                                                | 2 – 0                                                                  | Romania                                                                | Qual. Euro 2012                                                        | -                                                                      |                                                                        |
| 12-10-2010                                                             | Metz                                                                   | Francia                                                                | 2 – 0                                                                  | Lussemburgo                                                            | Qual. Euro 2012                                                        | -                                                                      |                                                                        |
| 29-3-2011                                                              | Saint-Denis                                                            | Francia                                                                | 0 – 0                                                                  | Croazia                                                                | Amichevole                                                             | -                                                                      |                                                                        |
| 10-8-2011                                                              | Montpellier                                                            | Francia                                                                | 1 – 1                                                                  | Cile                                                                   | Amichevole                                                             | -                                                                      | cap. 33’                                                               |
| 31-5-2012                                                              | Reims                                                                  | Francia                                                                | 2 – 0                                                                  | Serbia                                                                 | Amichevole                                                             | -                                                                      |                                                                        |
| 15-6-2012                                                              | Donec'k                                                                | Ucraina                                                                | 0 – 2                                                                  | Francia                                                                | Euro 2012 - 1º turno                                                   | -                                                                      |                                                                        |
| 19-6-2012                                                              | Kiev                                                                   | Svezia                                                                 | 2 – 0                                                                  | Francia                                                                | Euro 2012 - 1º turno                                                   | -                                                                      |                                                                        |
| 23-6-2012                                                              | Donec'k                                                                | Spagna                                                                 | 2 – 0                                                                  | Francia                                                                | Euro 2012 - Quarti di finale                                           | -                                                                      |                                                                        |
| 12-10-2012                                                             | Saint-Denis                                                            | Francia                                                                | 0 – 1                                                                  | Giappone                                                               | Amichevole                                                             | -                                                                      |                                                                        |
| 22-3-2013                                                              | Saint-Denis                                                            | Francia                                                                | 3 – 1                                                                  | Georgia                                                                | Qual. Mondiali 2014                                                    | -                                                                      |                                                                        |
| 14-8-2013                                                              | Bruxelles                                                              | Belgio                                                                 | 0 – 0                                                                  | Francia                                                                | Amichevole                                                             | -                                                                      |                                                                        |
| 10-9-2013                                                              | Homel'                                                                 | Bielorussia                                                            | 2 – 4                                                                  | Francia                                                                | Qual. Mondiali 2014                                                    | -                                                                      | 43’                                                                    |
| 11-10-2013                                                             | Parigi                                                                 | Francia                                                                | 6 – 0                                                                  | Australia                                                              | Amichevole                                                             | -                                                                      | 64’                                                                    |
| Totale                                                                 |                                                                        | Presenze                                                               | 20                                                                     |                                                                        | Reti                                                                   | 0                                                                      |                                                                        |

## Palmarès

### Club

#### Competizioni nazionali
- Campionato inglese: 3

Arsenal: 2003-2004
Manchester City: 2011-2012, 2013-2014
- Community Shield: 2

Arsenal: 2004
Manchester City: 2012
- Coppa d'Inghilterra: 1

Arsenal: 2004-2005
- Coppa di Lega inglese: 2

Manchester City: 2013-2014, 2015-2016
- Campionato turco: 1

Basaksehir: 2019-2020

### Individuale
- Squadra dell'anno della PFA: 2008